# Palisota flagelliflora
Espèce
Palisota flagelliflora Faden est espèce de plantes de la famille des Commelinaceae et du genre Palisota, endémique du Cameroun.

## Description
C'est une herbe qui peut atteindre une hauteur de 50 cm.

## Distribution
Relativement rare, endémique, elle a été observée au Cameroun sur deux sites, principalement dans la Région du Sud (environs de Kribi, Lolodorf), également dans celle du Littoral (forêt de Bakaka).